# Serie A2 2022-2023 (calcio a 5 femminile)
La Serie A2 2022-2023 è stata l'8ª edizione del campionato nazionale di calcio a 5 di secondo livello e la 6ª assoluta della categoria. La stagione regolare è iniziata l'8 ottobre 2022 e si è conclusa il 30 aprile 2023, prolungandosi fino al 4 giugno con la disputa dei play-off.

## Regolamento
Il Consiglio Direttivo della Divisione Calcio a 5 ha definito l’organico per la stagione sportiva 2022-2023 in 51 società. Al termine della stagione, saranno promosse in Serie A tre squadre: le due vincenti i play-off tra le prime classificate e la vincente della final four, a cui parteciperanno le due squadre perdenti lo spareggio tra le prime e le due squadre vincenti i play-off a cui partecipano le società classificate tra il secondo e il quinto posto di ogni girone. Per ogni girone sono state retrocesse nei campionati regionali le due società ultime classificate dei rispettivi gironi e le due che hanno perso il play-out da svolgersi tra le società terz'ultime classificate.

## Girone A

### Classifica
|  | Pos. | Squadra                 | Pt | G  | V  | N | P  | GF | GS | DR  |
|  | ---- | ----------------------- | -- | -- | -- | - | -- | -- | -- | --- |
|  | 1.   | Pero                    | 59 | 24 | 18 | 5 | 1  | 76 | 41 | +35 |
|  | 2.   | Mediterranea            | 51 | 24 | 15 | 6 | 3  | 98 | 50 | +48 |
|  | 3.   | Jasnagora               | 50 | 24 | 15 | 5 | 4  | 73 | 51 | +22 |
|  | 4.   | L84                     | 48 | 24 | 15 | 3 | 6  | 94 | 56 | +38 |
|  | 5.   | San Marino              | 41 | 24 | 12 | 5 | 7  | 71 | 46 | +25 |
|  | 6.   | Infinity Futsal Academy | 37 | 24 | 11 | 4 | 9  | 73 | 64 | +9  |
|  | 7.   | Polisportiva 1980       | 29 | 24 | 8  | 5 | 11 | 67 | 63 | +4  |
|  | 8.   | Bagnolo                 | 26 | 24 | 7  | 5 | 12 | 60 | 88 | -28 |
|  | 9.   | Hurricane               | 23 | 24 | 5  | 8 | 11 | 54 | 66 | -12 |
|  | 10.  | CUS Milano              | 23 | 24 | 7  | 2 | 15 | 48 | 82 | -34 |
|  | 11.  | Corticella              | 23 | 24 | 7  | 2 | 15 | 52 | 79 | -27 |
|  | 12.  | CUS Cagliari            | 15 | 24 | 3  | 7 | 14 | 41 | 73 | -32 |
|  | 13.  | Santu Predu             | 11 | 24 | 3  | 3 | 18 | 24 | 72 | -48 |

### Verdetti
- Santu Predu e CUS Cagliari retrocessi nei campionati regionali della Sardegna.
- San Marino, CUS Milano e Corticella non iscritte al campionato di Serie B 2023-24.

## Girone B

### Classifica
|  | Pos. | Squadra         | Pt | G  | V  | N | P  | GF | GS  | DR  |
|  | ---- | --------------- | -- | -- | -- | - | -- | -- | --- | --- |
|  | 1.   | La 10 Soccer    | 55 | 22 | 17 | 4 | 1  | 99 | 44  | +55 |
|  | 2.   | Sabina Lazio    | 52 | 22 | 17 | 1 | 4  | 97 | 46  | +51 |
|  | 3.   | Virtus Ciampino | 50 | 22 | 16 | 2 | 4  | 92 | 35  | +57 |
|  | 4.   | Roma CF         | 44 | 22 | 14 | 2 | 6  | 78 | 43  | +35 |
|  | 5.   | Arzachena       | 39 | 22 | 12 | 3 | 7  | 60 | 50  | +10 |
|  | 6.   | Pistoia         | 35 | 22 | 10 | 5 | 7  | 92 | 66  | +26 |
|  | 7.   | Prato           | 27 | 22 | 8  | 3 | 11 | 54 | 63  | -9  |
|  | 8.   | Shardana        | 22 | 22 | 6  | 4 | 12 | 66 | 95  | -29 |
|  | 9.   | BRC Balduina    | 21 | 22 | 6  | 3 | 13 | 57 | 93  | -36 |
|  | 10.  | CUS Pisa        | 17 | 22 | 5  | 2 | 15 | 47 | 76  | -29 |
|  | 11.  | Athena Sassari  | 14 | 22 | 4  | 2 | 16 | 51 | 95  | -44 |
|  | 12.  | San Giovanni    | 4  | 22 | 1  | 1 | 20 | 16 | 103 | -87 |
|  | −    | La Coccinella   | −  | −  | −  | − | −  | −  | −   | −   |

### Verdetti
- La 10 Soccer promosso in Serie A 2023-24 dopo lo spareggio promozione.
- San Giovanni retrocessa nei campionati regionali della Toscana.
- La Coccinella rinuncia alla partecipazione del campionato a stagione in corso (13ª giornata). Le gare disputate dalla società non sono considerate valida ai fini della classifica. Nelle rimanenti partite, le società che avrebbero dovuto incontrare La Coccinella osservano un turno di riposo[5].
- La 10 Soccer non iscritta al campionato di Serie A 2023-24. Athena Sassari e, dopo i play-out, CUS Pisa retrocessi nei campionati regionali di Sardegna e Toscana ma successivamente ripescati. Sabina Lazio e BRC Balduina non iscritte al campionato di Serie B 2023-24.

## Girone C

### Classifica
|  | Pos. | Squadra               | Pt | G  | V  | N | P  | GF  | GS  | DR   |
|  | ---- | --------------------- | -- | -- | -- | - | -- | --- | --- | ---- |
|  | 1.   | Napoli                | 49 | 22 | 14 | 7 | 1  | 89  | 48  | +41  |
|  | 2.   | Atletico Foligno      | 49 | 22 | 16 | 1 | 5  | 101 | 46  | +5   |
|  | 3.   | Pucetta               | 45 | 22 | 14 | 3 | 5  | 77  | 37  | +40  |
|  | 4.   | Perugia               | 44 | 22 | 14 | 2 | 6  | 80  | 50  | +30  |
|  | 5.   | Atletico Chiaravalle  | 43 | 22 | 13 | 4 | 5  | 64  | 34  | +30  |
|  | 6.   | Virtus Romagna        | 38 | 22 | 11 | 5 | 6  | 88  | 32  | +56  |
|  | 7.   | Prandone              | 32 | 22 | 10 | 2 | 10 | 70  | 64  | +6   |
|  | 8.   | Santa Maria Apparente | 27 | 22 | 8  | 3 | 11 | 52  | 55  | -3   |
|  | 9.   | Salernitana           | 24 | 22 | 6  | 6 | 10 | 76  | 89  | -13  |
|  | 10.  | Chieti                | 17 | 22 | 5  | 2 | 15 | 61  | 90  | -29  |
|  | 11.  | Progetto Sarno        | 7  | 22 | 2  | 1 | 19 | 45  | 129 | -84  |
|  | 12.  | Sidicina Cremisi      | 2  | 22 | 1  | 0 | 21 | 24  | 153 | -129 |
|  | −    | Spartak               | −  | −  | −  | − | −  | −   | −   | −    |

### Verdetti
- Atletico Foligno promosso in Serie A 2023-24 dopo la Final Four play-off.
- Sidicina Cremisi e Progetto Sarno retrocessi nei campionati regionali della Campania.
- Santa Maria Apparente non iscritto al campionato di Serie B 2023-24.
- Lo Spartak rinuncia alla partecipazione del campionato a stagione in corso (14ª giornata). Le gare disputate dalla società non sono considerate valida ai fini della classifica. Nelle rimanenti partite, le società che avrebbero dovuto incontrare lo Spartak osservano un turno di riposo[7].

## Girone D

### Classifica
|  | Pos. | Squadra                | Pt | G  | V  | N | P  | GF  | GS | DR  |
|  | ---- | ---------------------- | -- | -- | -- | - | -- | --- | -- | --- |
|  | 1.   | Royal Team Lamezia     | 54 | 22 | 17 | 3 | 2  | 93  | 32 | +61 |
|  | 2.   | Nox Molfetta           | 52 | 22 | 17 | 1 | 4  | 105 | 45 | +60 |
|  | 3.   | Virtus Cap San Michele | 51 | 22 | 17 | 2 | 3  | 70  | 31 | +39 |
|  | 4.   | Città di Taranto       | 39 | 22 | 12 | 3 | 7  | 55  | 37 | +18 |
|  | 5.   | Segato                 | 39 | 22 | 12 | 3 | 7  | 69  | 38 | +31 |
|  | 6.   | Soccer Altamura        | 39 | 22 | 12 | 3 | 7  | 82  | 57 | +25 |
|  | 7.   | WFC San Marzano        | 36 | 22 | 10 | 6 | 6  | 79  | 45 | +34 |
|  | 8.   | Levante Caprarica      | 18 | 22 | 6  | 0 | 16 | 39  | 99 | -60 |
|  | 9.   | Team Scaletta          | 17 | 22 | 5  | 2 | 15 | 40  | 78 | -38 |
|  | 10.  | Reggio Sporting Club   | 14 | 22 | 4  | 2 | 16 | 36  | 93 | -57 |
|  | 11.  | New Team Noci          | 12 | 22 | 3  | 3 | 16 | 32  | 80 | -48 |
|  | 12.  | Ragusa                 | 8  | 22 | 2  | 2 | 18 | 30  | 95 | -65 |

### Verdetti
- Royal Team Lamezia promosso in Serie A 2023-24 dopo lo spareggio promozione.
- New Team Noci retrocesso nei campionati regionali della Puglia.
- Ragusa e , dopo i play-out, Reggio Sporting Club, retrocessi rispettivamente nei campionati regionali di Sicilia e Calabria ma successivamente ripescati. Segato non iscritta al campionato di Serie B 2023-24.

## Post-season promozione

### Spareggio promozione tra le vincenti

#### Formula
Le quattro società giunte al primo posto di ciascun girone al termine della stagione regolare si incontreranno a due a due per decretare due delle tre società promosse alla Serie A 2023-24. Gli incontri si svolgeranno con formula di andata e ritorno e verranno sorteggiati. La Società prima estratta di ciascuna gara giocherà in casa la gara di ritorno. Al termine della gara di ritorno sarà dichiarata vincente la squadra che nelle due gare avrà realizzato il maggior numero di reti; nel caso di parità dei gol al termine della gara di ritorno gli arbitri faranno disputare due tempi supplementari di 5 minuti ciascuno; qualora anche al termine di questi le squadre fossero in parità si procederà all’effettuazione dei tiri di rigore. Le due società vincenti otterranno il diritto di iscrizione in Serie A, mentre le due perdenti accederanno alla final four contro le due società vincenti i playoff.

#### Squadre qualificate
| Girone A | Girone B     | Girone C | Girone D           |
| Pero     | La 10 Soccer | Napoli   | Royal Team Lamezia |

#### Partite
| Squadra 1    | Totale | Squadra 2          | Andata | Ritorno     |
| ------------ | ------ | ------------------ | ------ | ----------- |
| Pero         | 3 - 5  | Royal Team Lamezia | 2 - 2  | 1 - 3       |
| La 10 Soccer | 6 - 4  | Napoli             | 2 - 1  | 4 - 3 (dts) |

#### Risultati

##### Andata
| Livorno 13 maggio 2023, ore 19:00 | La 10 Soccer | 2 – 1 referto | Napoli | Impianto La Bastia |

| Pero 14 maggio 2023, ore 18:30 | Pero | 2 – 2 referto | Royal Team Lamezia | Vista Vision Arena |

##### Ritorno
| Marigliano 28 maggio 2023, ore 16:00 | Napoli | 3 – 4 (d.t.s.) referto | La 10 Soccer | S.M.S. Elia Aliperti |

| Lamezia Terme 28 maggio 2023, ore 18:30 | Royal Team Lamezia | 3 – 1 referto | Pero | Palazzetto dello Sport Alfio Sparti |

### Play-off

#### Formula
Per determinare le due società che otterranno il diritto a disputare la final four con le due perdenti gli spareggi promozione tra le vincenti i gironi verranno disputate gare di play-off articolate su tre turni fra le 16 squadre classificatesi dal 2º al 5º posto di ciascun girone al termine della Stagione Regolare.
I primi due turni si svolgono all'interno dello stesso girone, in gara unica in casa della squadra meglio classificata nella Stagione Regolare: in caso di parità al termine dell'incontro si svolgeranno due tempi supplementari di 5', in caso la parità persista sarà dichiarata vincente la squadra meglio classificata.
Nel terzo turno la Divisione procederà a sorteggiare pubblicamente il tabellone, con le prime due estratte che giocheranno in casa la gara di ritorno rispettivamente contro la 3ª e la 4ª sorteggiata. Al termine delle gare saranno dichiarate vincenti le squadre che avranno segnato più reti; nel caso di parità nel punteggio totale al termine della gara di ritorno verranno disputati due tempi supplementari di 5', in caso la parità persista si procederà ai tiri di rigore. Le due società vincenti il terzo turno avanzeranno alla final four.

#### Squadre qualificate
| Girone A | Girone A     | Girone B | Girone B        | Girone C | Girone C             | Girone D | Girone D               |
| 2        | Mediterranea | 2        | Sabina Lazio    | 2        | Atletico Foligno     | 2        | Nox Molfetta           |
| 3        | Jasnagora    | 3        | Virtus Ciampino | 3        | Pucetta              | 3        | Virtus Cap San Michele |
| 4        | L84          | 4        | Roma CF         | 4        | Perugia              | 4        | Città di Taranto       |
| 5        | San Marino   | 5        | Arzachena       | 5        | Atletico Chiaravalle | 5        | Segato                 |

#### Tabellone girone A
|  | Semifinali | Semifinali         | Semifinali |           |              | Finale       | Finale | Finale |  |
|  |            |                    |            |           |              |              |        |        |  |
|  | 2          | Mediterranea (dts) | 2          |           |              |              |        |        |  |
|  | 2          | Mediterranea (dts) | 2          |           |              |              |        |        |  |
|  | 5          | San Marino         | 1          |           |              |              |        |        |  |
|  | 5          | San Marino         | 1          |           | Mediterranea | Mediterranea | 0      |        |  |
|  |            |                    |            |           | Mediterranea | Mediterranea | 0      |        |  |
|  |            |                    | Jasnagora  | Jasnagora | 1            |              |        |        |  |
|  | 3          | Jasnagora          | Jasnagora  | Jasnagora | 1            | 4            |        |        |  |
|  | 3          | Jasnagora          |            |           |              |              |        |        |  |
|  | 4          | L84                | 0          |           |              |              |        |        |  |

#### Tabellone girone B
|  | Semifinali | Semifinali      | Semifinali |         |              | Finale       | Finale | Finale |  |
|  |            |                 |            |         |              |              |        |        |  |
|  | 2          | Sabina Lazio    | 3          |         |              |              |        |        |  |
|  | 2          | Sabina Lazio    | 3          |         |              |              |        |        |  |
|  | 5          | Arzachena       | 1          |         |              |              |        |        |  |
|  | 5          | Arzachena       | 1          |         | Sabina Lazio | Sabina Lazio | 3      |        |  |
|  |            |                 |            |         | Sabina Lazio | Sabina Lazio | 3      |        |  |
|  |            |                 | Roma CF    | Roma CF | 5            |              |        |        |  |
|  | 3          | Virtus Ciampino | Roma CF    | Roma CF | 5            | 0            |        |        |  |
|  | 3          | Virtus Ciampino |            |         |              |              |        |        |  |
|  | 4          | Roma CF         | 1          |         |              |              |        |        |  |

#### Tabellone girone C
|  | Semifinali | Semifinali           | Semifinali    |               |                  | Finale           | Finale | Finale |  |
|  |            |                      |               |               |                  |                  |        |        |  |
|  | 2          | Atletico Foligno     | 4             |               |                  |                  |        |        |  |
|  | 2          | Atletico Foligno     | 4             |               |                  |                  |        |        |  |
|  | 5          | Atletico Chiaravalle | 2             |               |                  |                  |        |        |  |
|  | 5          | Atletico Chiaravalle | 2             |               | Atletico Foligno | Atletico Foligno | 5      |        |  |
|  |            |                      |               |               | Atletico Foligno | Atletico Foligno | 5      |        |  |
|  |            |                      | Pucetta (dts) | Pucetta (dts) | 1                |                  |        |        |  |
|  | 3          | Pucetta              | Pucetta (dts) | Pucetta (dts) | 1                | 5                |        |        |  |
|  | 3          | Pucetta              |               |               |                  |                  |        |        |  |
|  | 4          | Perugia              | 3             |               |                  |                  |        |        |  |

#### Tabellone girone D
|  | Semifinali | Semifinali                   | Semifinali             |                        |              | Finale       | Finale | Finale |  |
|  |            |                              |                        |                        |              |              |        |        |  |
|  | 2          | Nox Molfetta                 | 8                      |                        |              |              |        |        |  |
|  | 2          | Nox Molfetta                 | 8                      |                        |              |              |        |        |  |
|  | 5          | Segato                       | 3                      |                        |              |              |        |        |  |
|  | 5          | Segato                       | 3                      |                        | Nox Molfetta | Nox Molfetta | 2      |        |  |
|  |            |                              |                        |                        | Nox Molfetta | Nox Molfetta | 2      |        |  |
|  |            |                              | Virtus Cap San Michele | Virtus Cap San Michele | 1            |              |        |        |  |
|  | 3          | Virtus Cap San Michele (dts) | Virtus Cap San Michele | Virtus Cap San Michele | 1            | 2            |        |        |  |
|  | 3          | Virtus Cap San Michele (dts) |                        |                        |              |              |        |        |  |
|  | 4          | Città di Taranto             | 1                      |                        |              |              |        |        |  |

#### Primo turno
Gli incontri del I turno si disputeranno tra il 6 e il 7 maggio in casa della squadra meglio classificata al termine della stagione regolare. In caso di parità al termine delle gare si svolgeranno due tempi supplementari di 5 minuti. In caso di ulteriore parità verrà decretata vincente la squadra meglio classificata al termine della stagione regolare (coincidente con la squadra di casa).
| Squadra 1              | Risultato   | Squadra 2            |
| ---------------------- | ----------- | -------------------- |
| Mediterranea           | 2 - 1 (dts) | San Marino           |
| Jasnagora              | 4 - 0       | L84                  |
| Sabina Lazio           | 3 - 1       | Arzachena            |
| Virtus Ciampino        | 0 - 1       | Roma CF              |
| Atletico Foligno       | 4 - 2       | Atletico Chiaravalle |
| Pucetta                | 5 - 3 (dts) | Perugia              |
| Nox Molfetta           | 8 - 3       | Segato               |
| Virtus Cap San Michele | 2 - 1 (dts) | Città di Taranto     |

#### Secondo turno
Gli incontri del II turno si disputeranno il 14 maggio in casa della squadra meglio classificata al termine della stagione regolare. In caso di parità al termine delle gare si svolgeranno due tempi supplementari di 5 minuti. In caso di ulteriore parità verrà decretata vincente la squadra meglio classificata al termine della stagione regolare (coincidente con la squadra di casa).
| Squadra 1        | Risultato | Squadra 2              |
| ---------------- | --------- | ---------------------- |
| Mediterranea     | 0 - 1     | Jasnagora              |
| Sabina Lazio     | 3 - 5     | Roma CF                |
| Atletico Foligno | 5 - 1     | Pucetta                |
| Nox Molfetta     | 2 - 1     | Virtus Cap San Michele |

#### Terzo turno
Gli incontri del III turno si disputeranno con formula di andata e ritorno rispettivamente il 21 e 28 maggio. In caso di parità complessiva al termine delle gare di ritorno si svolgeranno due tempi supplementari di 5 minuti. In caso di ulteriore parità verranno svolti i tiri di rigore. Le due società vincenti avanzeranno alla final four.
| Squadra 1 | Totale | Squadra 2        | Andata | Ritorno |
| --------- | ------ | ---------------- | ------ | ------- |
| Jasnagora | 3 - 10 | Atletico Foligno | 1 - 3  | 2 - 7   |
| Roma CF   | 5 - 8  | Nox Molfetta     | 1 - 6  | 4 - 2   |

### Final four
Alla final four partecipano le due società perdenti lo spareggio promozione e le due società vincenti i play-off. Il sorteggio è avvenuto il 9 maggio. Le squadre si affronteranno su due turni a eliminazione diretta in sede unica da svolgersi il 3 e 4 giugno. In semifinale ognuna delle perdenti lo spareggio promozione (gruppo A) affronterà una delle vincenti i playoff (gruppo B). In caso di parità al termine di ogni gara si svolgeranno due tempi supplementari di 5' e, in caso di ulteriore parità, i tiri di rigore.

#### Squadre qualificate
| Gruppo A | Gruppo B         |
| Napoli   | Atletico Foligno |
| Pero     | Nox Molfetta     |

#### Tabellone
|  | Semifinali       | Semifinali       | Semifinali |      |                  | Finale           | Finale | Finale |  |
|  |                  |                  |            |      |                  |                  |        |        |  |
|  | Napoli           | Napoli           | 1          |      |                  |                  |        |        |  |
|  | Napoli           | Napoli           | 1          |      |                  |                  |        |        |  |
|  | Atletico Foligno | Atletico Foligno | 2          |      |                  |                  |        |        |  |
|  | Atletico Foligno | Atletico Foligno | 2          |      | Atletico Foligno | Atletico Foligno | 3 (4)  |        |  |
|  |                  |                  |            |      | Atletico Foligno | Atletico Foligno | 3 (4)  |        |  |
|  |                  |                  | Pero       | Pero | 3 (2)            |                  |        |        |  |
|  | Pero (dts)       | Pero (dts)       | Pero       | Pero | 3 (2)            | 3                |        |        |  |
|  | Pero (dts)       | Pero (dts)       |            |      |                  |                  |        |        |  |
|  | Nox Molfetta     | Nox Molfetta     | 2          |      |                  |                  |        |        |  |

#### Semifinali
| Arbitri: | Roberto Galasso (Aprilia) Stefano Campagnolo (Bassano del Grappa) |
| Crono:   | Andrea Gobbo (Mestre)                                             |

|                 |           |                            |
| Rapuano 33'40'’ | Marcatori | 8'13'’, 31'30'’ Pellegrino |

| Arbitri: | Lorenzo Zorzi (Reggio Emilia) Marilena Catanese (Barcellona Pozzo di Gotto) |
| Crono:   | Giulio Cristina (Nichelino)                                                 |

|                                                |           |                                   |
| Annese 19'40'’ Salmeri 23'22'’ Ribeiro 49'24'’ | Marcatori | 35'23'’ (aut.) Lanza 38'02'’ Nanà |

#### Finale
| Arbitri: | Alessandro Ghetti (Bologna) Diego Loris Mitri (Albano Laziale) |
| Crono:   | Marco Amatucci (Milano)                                        |

|                                                    |                      |                                                        |
| Corboli 12'21'’ Narcisi 12'59'’ Pellegrino 42'37'’ | Marcatori            | 9'14'’ Moresco 33'16'’ Marsili 42'28'’ (aut.) Bisognin |
| Paggi Pellegrino Ferroni Corboli Magnini           | Tiri di rigore 4 – 2 | Salmeri Ribeiro Attanasio Gulli                        |

## Play-out
Per decretare le ulteriori 2 società retrocesse nei gironi regionali si è proceduto alla disputa di due play-out inter-girone. Ai play-out erano qualificate le squadre giunte al terzultimo posto di ciascun girone e si articolavano in incontri di andata e ritorno. Al termine degli incontri è stata dichiarata vincente la squadra che nelle due partite (di andata e di ritorno) ha realizzato il maggior numero di reti. Nel caso in cui queste fossero risultate pari, gli arbitri della gara di ritorno avrebbero fatto disputare due tempi supplementari di 5 minuti ciascuno. Qualora la parità fosse perdurata anche al termine di questi, si sarebbe proceduto ai tiri di rigore. Gli incontri si sono disputati tra il 14 e il 21 maggio, con andata in casa di una squadra sorteggiata.
| Squadra 1            | Totale | Squadra 2  | Andata | Ritorno     |
| -------------------- | ------ | ---------- | ------ | ----------- |
| CUS Pisa             | 3 - 5  | Corticella | 1 - 2  | 2 - 3       |
| Reggio Sporting Club | 5 - 8  | Chieti     | 3 - 1  | 2 - 7 (dts) |